# Pirotan
Pirotan (en Guyarati: પિરોતન, en Hindi: पिरोतन) es una isla del Mar Arábigo en el Parque Nacional Marino distrito Jamnagar, del estado de Gujarat, en la India. Se encuentra a 12 millas náuticas (22 kilómetros) de la costa (de Puerto Bedi), consiste en manglares y playas de aguas bajas, y tiene una superficie de 3 kilómetros cuadrados. El centro de la isla está en las coordenadas 22°35′59.7″N 69°57′20.8″E / 22.599917, 69.955778. La isla Rozi se encuentra a unos 10 kilómetros al sureste.
De las 42 islas en el parque, Pirotan es la más popular y es una de las dos islas donde los visitantes normalmente tienen permitido estar. Las visitas está estrictamente limitadas, se necesita un permiso del Departamento Forestal, de Aduanas y Puertos. Los manglares son principalmente de las especies de Rhizophora, Avicennia y Ceriops.

## Historia
En 1867, un asta de bandera fue colocada en el extremo norte de la isla para ayudar en la navegación. En 1898 fue sustituido por un Faro de mampostería de 21 m, que a su vez fue sustituido en 1955-1957 con, uno que poseía una torre de 24 metros de alta. En 1996, la energía del faro se convirtió de diésel a la generada por la energía solar. 
La isla que está rodeada por los arrecifes de coral fue declarada como parte de un Parque Nacional Marino en 1982.